# Estigmenida albolineata
Estigmenida albolineata är en skalbaggsart som beskrevs av Stefan von Breuning 1940. Estigmenida albolineata ingår i släktet Estigmenida och familjen långhorningar. Inga underarter finns listade i Catalogue of Life.